# Urópode

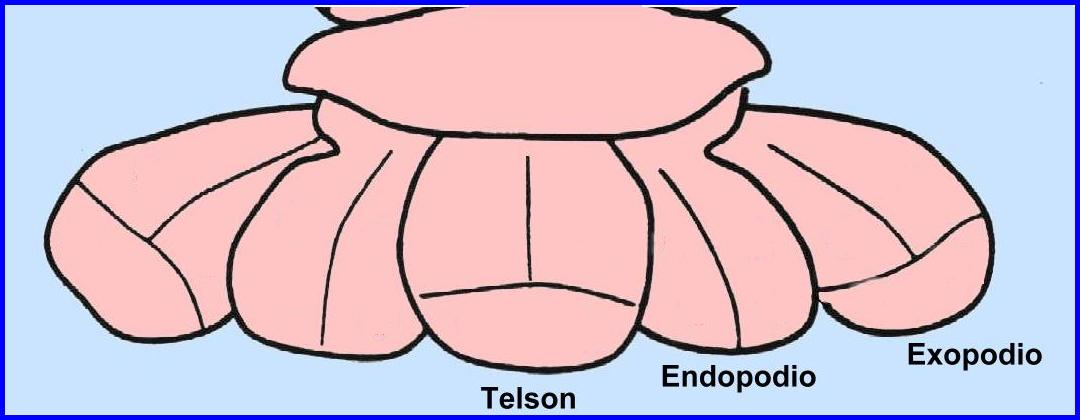
Urópodes em um Decapoda.

Em zoologia, chamam-se urópodes a dois pares de apêndices do último segmento abdominal de muitos crustáceos, como os camarões e as lagostas. Têm a forma de lâminas móveis e podem servir para auxiliar na natação.